# Brownsville (Tennessee)
|  | Dieser Artikel wurde aufgrund von inhaltlichen Mängeln auf der Qualitätssicherungsseite des Projektes USA eingetragen. Hilf mit, die Qualität dieses Artikels auf ein akzeptables Niveau zu bringen, und beteilige dich an der Diskussion! Eine nähere Beschreibung der zu behebenden Mängel fehlt. |

Brownsville ist eine Stadt und Verwaltungssitz des Haywood County im US-amerikanischen Bundesstaat Tennessee. Das U.S. Census Bureau hat bei der Volkszählung 2020 eine Einwohnerzahl von 9.788 ermittelt.

## Demografische Daten
Nach der Volkszählung im Jahr 2000 lebten hier 10.748 Menschen in 4.105 Haushalten und 2.865 Familien. Die Bevölkerungsdichte betrug 455 pro km². Es wurden 4.372 Wohneinheiten erfasst. Ethnisch betrachtet setzte sich die Bevölkerung zusammen aus 36,52 % weißer Bevölkerung, 60,72 % Afroamerikanern, 0,14 % amerikanischen Ureinwohnern, 0,10 % Asiaten, 0,07 % Bewohnern aus dem pazifischen Inselraum und 1,83 % aus anderen ethnischen Gruppen; 0,61 % gaben die Abstammung von mehreren Ethnien an. 3,61 % der Einwohner waren spanischer oder lateinamerikanischer Abstammung.
Von den 4.105 Haushalten hatten 35,4 % Kinder oder Jugendliche, die mit ihnen zusammen lebten. 38,8 % waren verheiratete, zusammenlebende Paare, 27,3 % waren allein erziehende Mütter und 30,2 % waren keine Familien. 27,0 % bestanden aus Singlehaushalten und in 11,8 % lebten Menschen im Alter von 65 Jahren oder darüber. Die durchschnittliche Haushaltsgröße betrug 2,58, die durchschnittliche Familiengröße 3,11 Personen.
Die Bevölkerung verteilte sich auf 29,5 % unter 18 Jahren, 10,4 % von 18 bis 24 Jahren, 27,1 % von 25 bis 44 Jahren, 19,4 % von 45 bis 64 Jahren und 13,6 % von 65 Jahren oder älter. Das durchschnittliche Alter (Median) betrug 33 Jahre. Auf 100 weibliche Personen kamen 80,2 männliche Personen und auf 100 Frauen im Alter von 18 Jahren oder darüber kamen 73,3 Männer.
Das jährliche Durchschnittseinkommen eines Haushalts (Median) betrug 27.276 US-$, das Durchschnittseinkommen einer Familie 33.782 $. Männer hatten ein Durchschnittseinkommen von 30.313 $, Frauen von 22.030 $. Das Pro-Kopf-Einkommen betrug 15.217 $. Unter der Armutsgrenze lebten 18,0 % der Familien und 21,3 % der Einwohner, darunter 26,3 % unter 18 Jahren und 27,0 % im Alter von 65 Jahren oder älter.

## Söhne und Töchter der Stadt
- Thomas J. Henderson (1824–1911), Politiker
- Joseph W. Folk (1869–1923), Gouverneur von Missouri
- William West Bond (1884–1975), Politiker
- Richard Halliburton (1900–1939), Abenteurer und Reiseschriftsteller
- Hammie Nixon (1908–1984), Blues-Musiker
- Son Bonds (1909–1947), Country-Blues-Gitarrist, Sänger und Songwriter
- Yank Rachell (1910–1997), Blues-Musiker
- Paul Burlison (1929–2003), Rockabilly-Gitarrist
- Eugene Holmes (1934–2007), Opernsänger
- Tina Turner (1939–2023), amerikanisch-schweizerische Sängerin und Schauspielerin